# Joran Wyseure
Joran Wyseure (Roeselare, 9 gennaio 2001) è un ciclocrossista e ciclista su strada belga che corre per i team Crelan-Corendon (ciclocross) e Alpecin-Deceuninck Development (strada). Specialista del ciclocross, è stato campione del mondo Under-23 nel 2022.

## Carriera
Specializzato nel ciclocross, nel 2022 a Fayetteville vince la medaglia d'oro ai Mondiali di specialità nella categoria Under-23 davanti ai connazionali Emiel Verstrynge e Thibau Nys. L'anno dopo è uno dei sei membri della selezione belga medaglia di bronzo nella staffetta mista ai Mondiali a Hoogerheide.
Dalla stagione 2023-2024 è attivo come Elite; nell'ottobre 2024 ottiene il primo successo di rilievo nella massima categoria di ciclocross, vincendo la prova di Ruddervoorde del Superprestige.

## Palmarès

### Strada

#### Altri successi
- 2024 (Alpecin-Deceuninck Development Team)

Ruddervoorde Koerse

### Cross
- 2017-2018 (Juniores)

Varsenare, Junior
Lichtervelde, Junior
- 2018-2019 (Juniores)

Rapencross, 4ª prova Brico Cross Junior (Lokeren)
Versluys Cyclocross, 6ª prova Brico Cross Junior (Bredene)
Koekelare
Lichtervelde
Cyclocross Gullegem, Junior (Gullegem)
- 2019-2020

Lichtervelde
- 2020-2021

Herentals
- 2021-2022

Duinencross, Under-23 (Koksijde)
Flandriencross, 6ª prova X2O Badkamers Trofee Under-23 (Hamme)
Campionati del mondo, Under-23
- 2022-2023 (Tormans Cyclo Cross Team/Crelan - Fristads, tre vittorie)

Duinencross, 5ª prova X2O Badkamers Trofee Under-23 (Koksijde)
Flandriencross, 6ª prova X2O Badkamers Trofee Under-23 (Hamme)
Brussels Universities Cyclocross, 8ª prova X2O Badkamers Trofee Under-23 (Bruxelles)
- 2023-2024 (Crelan-Corendon, una vittoria)

International Cyclo-Cross Bad Salzdetfurth #2
- 2024-2025 (Crelan-Corendon, una vittoria)

Cyclocross Ruddervoorde, 1ª prova Superprestige (Ruddervoorde)

#### Altri successi
- 2022-2023 (Tormans Cyclo Cross Team/Crelan - Fristads)

Classifica generale X2O Badkamers Trofee, Under-23

## Piazzamenti

### Competizioni mondiali
- Campionati del mondo di ciclocross

Ostenda 2021 - Under-23: 12º
Fayetteville 2022 - Under-23: vincitore
Hoogerheide 2023 - Under-23: 4º
Hoogerheide 2023 - Staffetta mista: 3º
Tábor 2024 - Elite: 11º
Liévin 2025 - Elite: 8º

### Competizioni continentali
- Campionati europei di ciclocross

Drenthe-Col du VAM 2021 - Under-23: 4º
Namur 2022 - Under-23: 9º
Pontchâteau 2023 - Elite: ritirato
Pontevedra 2024 - Elite: 19º
- Campionati europei gravel

Belgio 2023 - Elite: 33º